# Jehangoo Amin
Jehangoo Amin (ur. w 1917, zm. ?) – indyjski kolarz, olimpijczyk.
Wziął udział w Letnich Igrzyskach Olimpijskich 1948. Wystartował w konkurencji 4 km na dochodzenie drużynowo (Indie odpadły w eliminacjach).